# Claspettomyia longicornis
Claspettomyia longicornis är en tvåvingeart som beskrevs av Jiang och Bu 2004. Claspettomyia longicornis ingår i släktet Claspettomyia och familjen gallmyggor. Inga underarter finns listade i Catalogue of Life.